# Cruis
Cruis is een gemeente in het Franse departement Alpes-de-Haute-Provence (regio Provence-Alpes-Côte d'Azur) en telt 551 inwoners (1999). De plaats maakt deel uit van het arrondissement Forcalquier.

## Economie
Het dorp richt zich op toerisme en de agrarische sector (verbouw van lavendel, wijnbouw, schapenfokken).

## Geografie
De oppervlakte van Cruis bedraagt 37,1 km², de bevolkingsdichtheid is 14,9 inwoners per km².

## Bezienswaardigheden
- De aan Onze-Lieve-Vrouwe en Sint Maarten gewijde dorpskerk dateert deels uit de 12e-13e eeuw en is zeer bezienswaardig.

## Demografie
Onderstaande figuur toont het verloop van het inwonertal (bron: INSEE-tellingen).
Vanwege een beveiligingsprobleem met de MediaWiki Graph-software is het momenteel niet mogelijk deze grafiek weer te geven. Zodra de software is bijgewerkt zal de grafiek vanzelf weer zichtbaar worden.